# والاس سميث (فنان رسومات)
والاس سميث (بالإنجليزية: Wallace Smith)‏ (1888 - 1937)؛ صحفي، كاتب سيناريو وروائي أمريكي.

## معرض صور

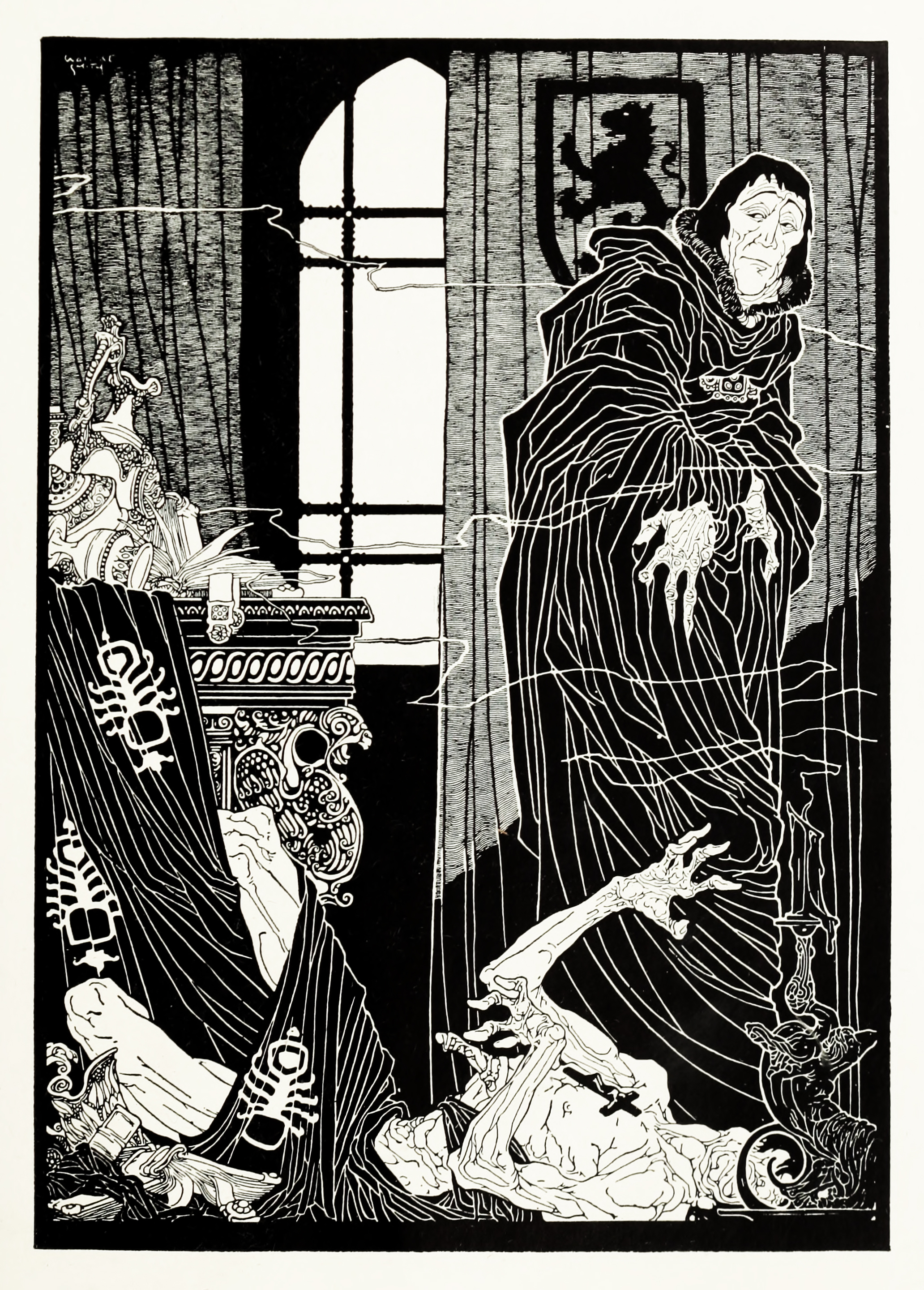
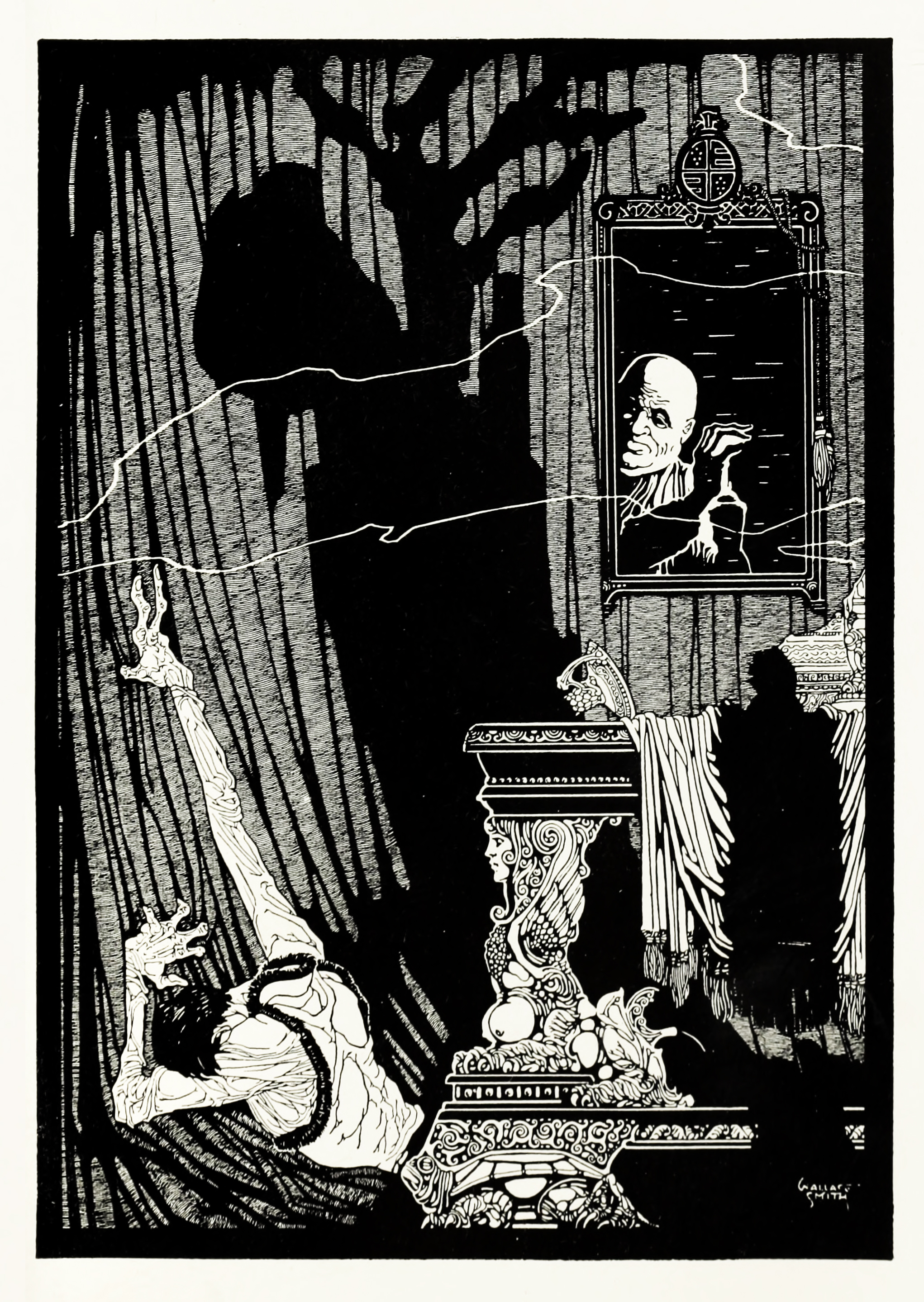
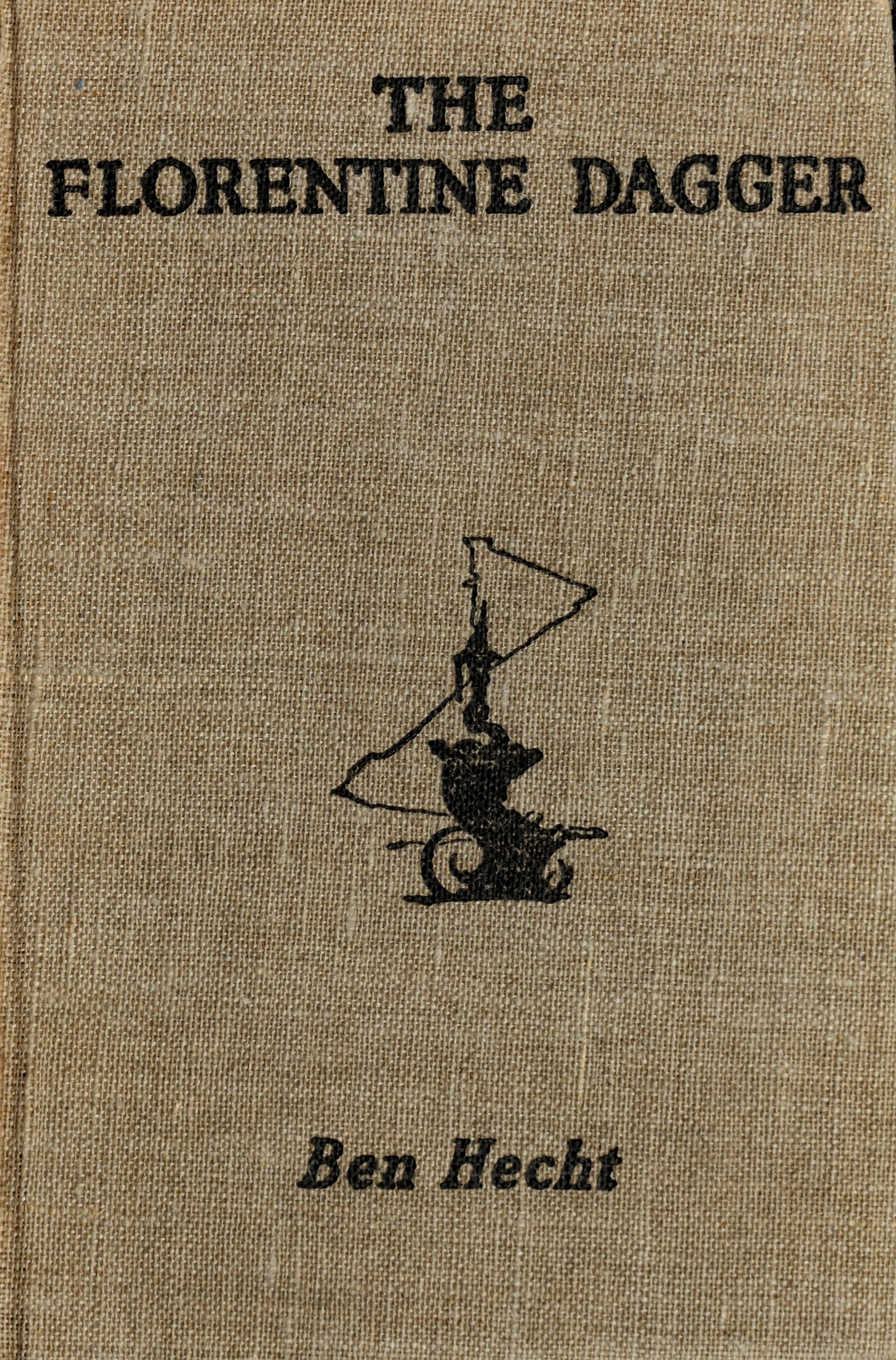
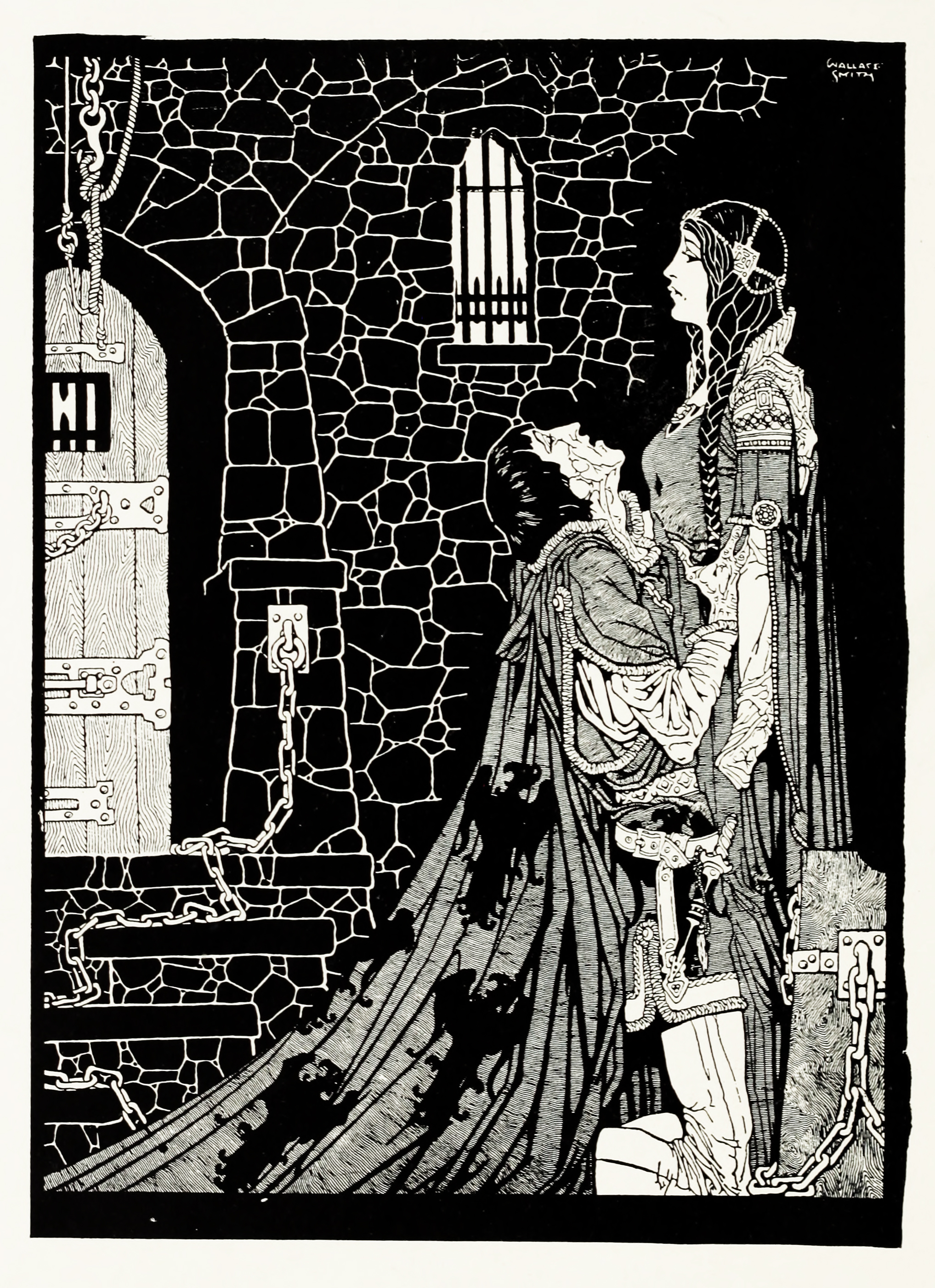
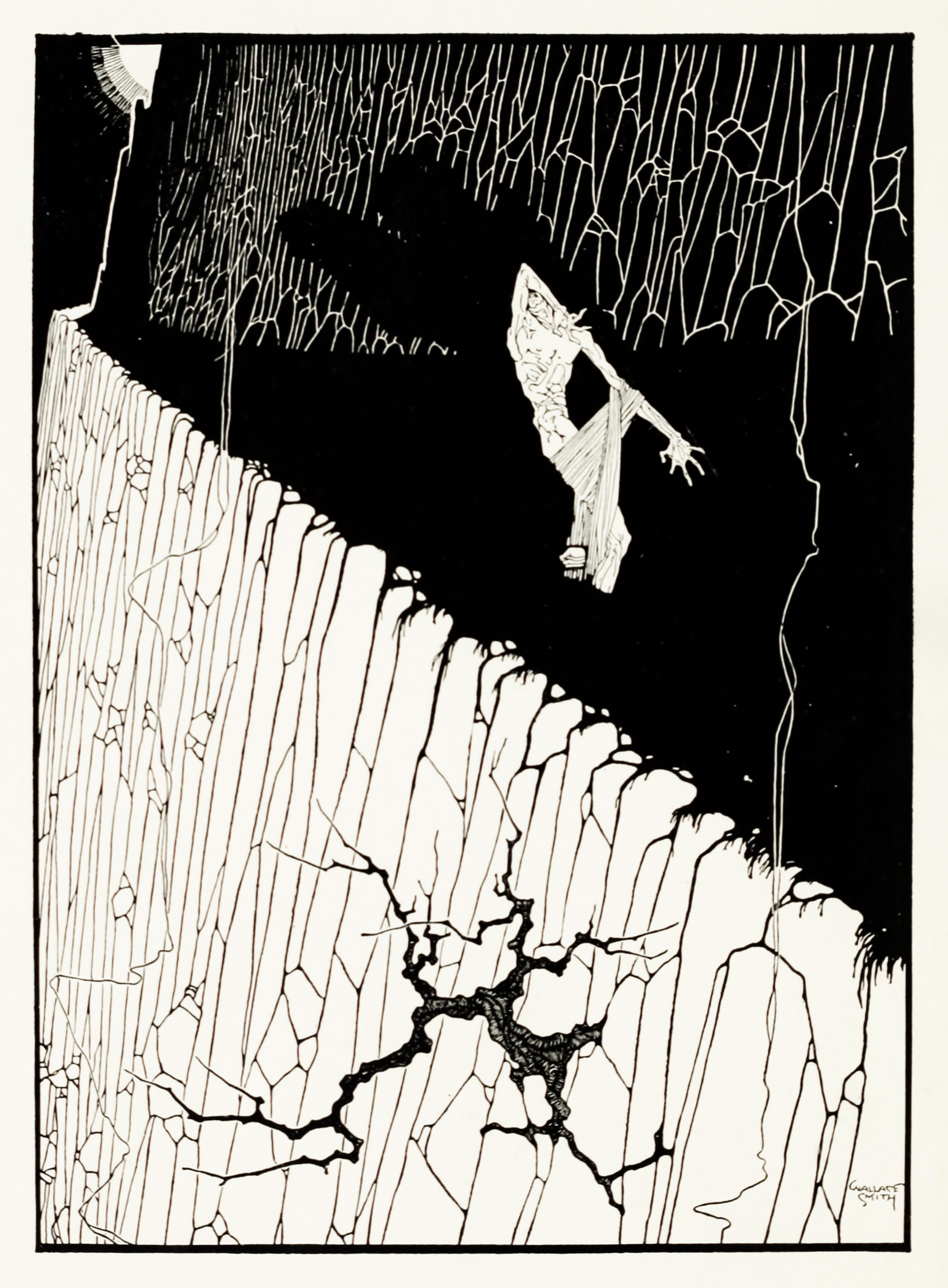

## روابط خارجية
- والاس سميث على موقع IMDb (الإنجليزية)
- والاس سميث على موقع قاعدة بيانات الفيلم (الإنجليزية)